# Ahura Mazda
Ahura Mazda (altpersisch Auramazdā, altpersisches Logogramm AM, altiranisch für „der weise Herr“ oder „Herr der Weisheit“, mittelpersisch Hormozd, Ōrmozd oder Ormuz, auch Ormuzd und Ohrmazd geschrieben; neupersische Umschrift اهورا مزدا, DMG Ahūrā Mazdā) ist im Zoroastrismus der Schöpfergott, der zuerst die geistige Welt (Menok) und dann die materielle Welt (Geti) erschaffen hat; er verkörpert die Macht des Lichts, ist Schöpfer und Erhalter der Welt und der Menschheit und ist der Gott der Fruchtbarkeit. Aus anderen historischen und religiösen Kontexten sind die Namen Auramazdā, Ahuramazda, Horomazes, Mazda und Aramazd belegt.

## Etymologie
Um die Herkunft von Ahura Mazda zu erklären, gibt es die verschiedensten wissenschaftlichen Ansätze. Gemeinhin wird Ahura als Herr und Mazda als weise vom Sanskrit herkommend übersetzt. Josef Wiesehöfer übersetzt den Begriff mit „weisen (bzw. aufmerksamen) Herrn“.
Es gibt wissenschaftliche Untersuchungen, die eine Entsprechung mit dem vedischen Gott Varuna sehen, und andere, die als Schöpfer der Gottheit Zarathustra annehmen, der die Weisheit einer Gottheit zuordnete und so ein abstraktes Konzept in eine Substanz umwandelte. Solche Umwandlungen seien bei den frühen Ariern keine Ausnahme gewesen. Zudem gäbe es keine Hinweise, dass das vedische medha, das als Ursprung von mazda angesehen wird, eine Rolle auf dem Weg zur Vergöttlichung von Mazda gespielt haben könnte.
Während die eine wissenschaftliche Meinung eine gerade Linie vom vedischen Gott Varuna zum zoroastrischen Ahura Mazda und weiter zum achämenidischen Auramazdā bevorzugt, wird bei einer anderen Meinung parallel dazu eine unabhängige iranische Tradition angenommen, die nicht weit von der vedischen Tradition entfernt gewesen sein müsse. Merkmale dieser unabhängigen iranischen Tradition seien in die zoroastrische Tradition eingeflossen und hätten zur späteren gefestigten Namensgebung von Ahura Mazda geführt. Der achämenidische Auramazdā sei ebenfalls auf diese unabhängige iranische Tradition zurückzuführen. Er sollte deshalb nicht mit der avestischen Gottheit verwechselt werden.

### Sassaniden

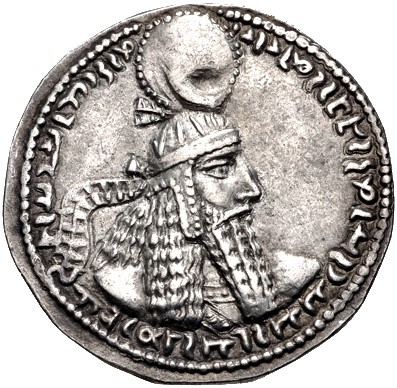
„Der Mazda verehrende Gott Ardashir“ auf einer Münze aus dem 3. Jahrhundert n. Chr.

### Bildliche Darstellungen

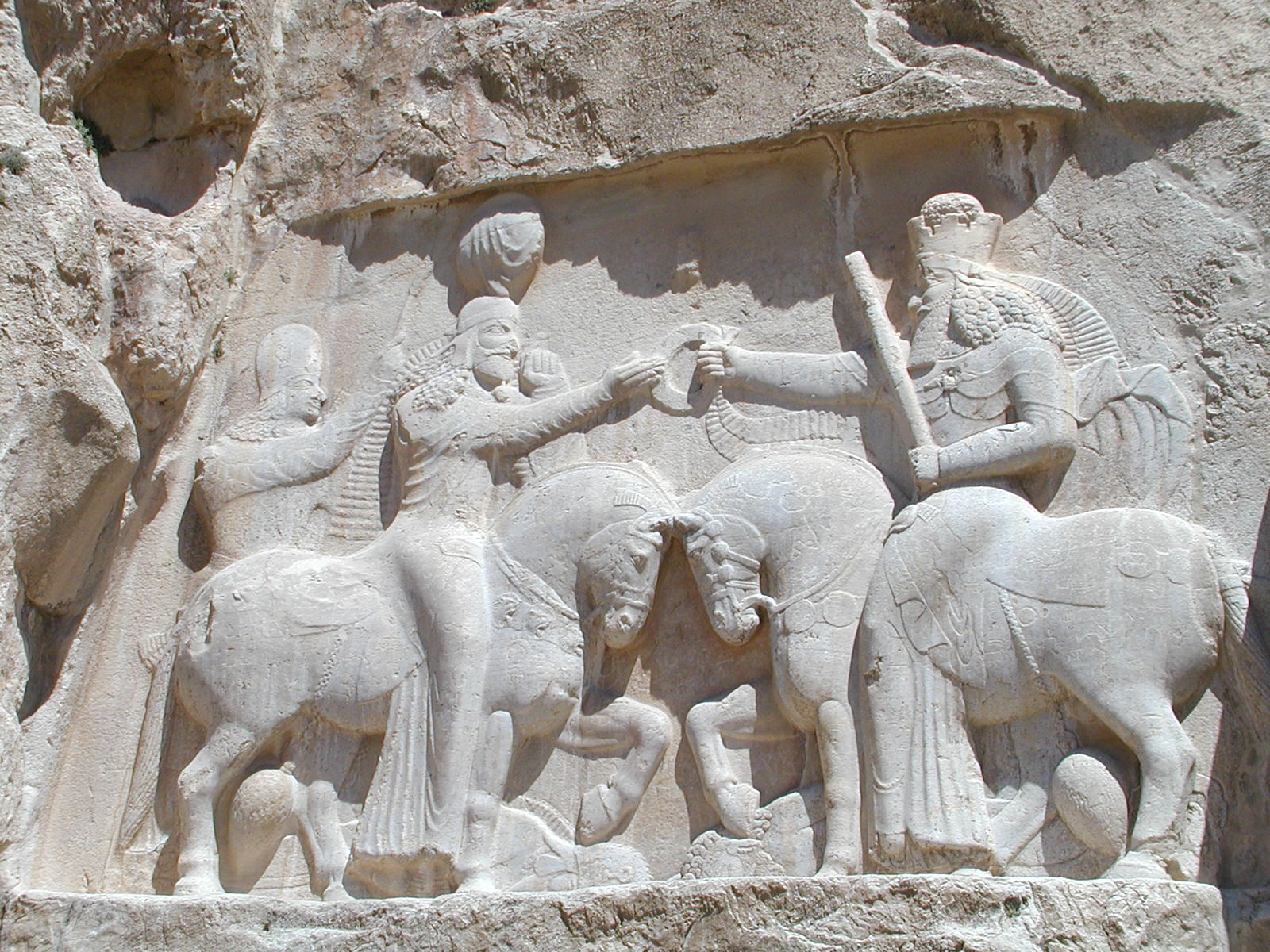
Investiturszene: Ardaschir I. empfängt von Ahura Mazda (rechts) den Ring der Macht bzw. das Diadem der Herrschaft, in der linken Hand hält er ein Barsombündel